# Білюх ріпаковий
Білюх ріпаковий (Pontia edusa) — вид метеликів родини біланових (Pieridae).

## Етимологія
Вид названо на честь Едуси — давньогрецької богині, яка охороняє їжу дитини.

## Поширення
Вид поширений в Європі, Північній Африці та на Близькому Сході. Присутній у фауні України.

## Опис

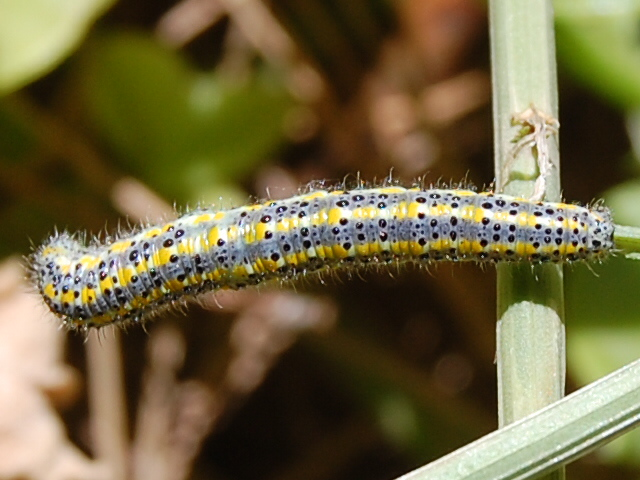
Гусениця

Довжина переднього крила 18-25 мм; розмах крил — 30-50 мм. Верхня сторона крил біла, з чорними плямами біля вершини передніх крил. Нижня сторона передніх крил з сірувато-зеленими плямами біля вершини. Низ задніх крил жовтувато-зелений, з білими округлими або прямокутними плямами. Діскальна пляма на передніх крилах чорна, знизу опилена зеленими лусочками. Самиці відрізняються від самців чіткішим чорним візерунком.
Гусениця зелена, з сизуватим відтінком, в дрібних чорних цяточках і з поздовжніми жовтуватими або білими смугами на спині і з боків уздовж дихальців.

## Спосіб життя
За рік буває два покоління. Метелики літають в травні-вересні. Трапляються в степах, на полях і сухих луках. Яйця яскраво-жовті, циліндричні з поздовжніми реберцями, розташовуються поодиноко або невеликим групами на листках і стеблах кормового рослини гусениці. Стадія яйця дуже нетривала: 7-8 доби. Гусениці живляться талабаном, сухоребриком, викою, чиною, конюшиною, резедою тощо. Лялечка зеленувато-бура, в дрібних чорних цяточках. Лялечки зимують, прикріплюючись до стовбура дерева або каменя.